# Stenotarsus nakanei
Stenotarsus nakanei là một loài bọ cánh cứng trong họ Endomychidae. Loài này được Chûjô miêu tả khoa học năm 1941.